# Christian von Beauvryé
Christian von Beauvryé (* um 1728 in Berlin; † 1804) war ein preußischer Offizier und Ritter des Ordens Pour le Mérite.

## Leben
Otto Christian August von Beauvryé, geboren um 1728 in Berlin, war ein Sohn des Generals Leonhard von Beauvryé († 1750) und dessen Ehefrau Johanna Henriette (1699–1780), einer Tochter des Generals Christian von Linger.
Er trat 1745 in das Dragonerregiment „von Bonin“ ein, wurde am 12. Dezember 1745 Fähnrich, am 22. August 1748 Sekondelieutenant und am 28. Februar 1757 Premierlieutenant. In der Schlacht bei Prag am 6. Mai 1757 wurde er verwundet. Nach der Schlacht von Zorndorf (25. August 1758) wurde er von König Friedrich II. mit den Kapitänen Friedrich Wilhelm von Lettow (1713–1770) und Adolf Friedrich Sigismund von Pape (1724–1789) und dem Fähnrich August Heinrich von Woedtke aus demselben Regiment mit dem Orden Pour le Mérite ausgezeichnet (28. August 1758) und am 1. September 1758 zum Stabskapitän befördert.
Eine besondere Rolle spielte Kapitän Beauvryé am 2. September 1759, als er mit einem Detachement aus nur 100 Dragonern seines Regiments („von Czettritz“) bei Sorau die weit überlegenen Österreicher unter Feldmarschall Graf Daun so lange aufhalten konnte, dass es dem Korps des Generalleutnants von Zieten möglich wurde, sich zur Armee des Prinzen Heinrich (Bruder Friedrichs des Großen) nach Sagan zurückzuziehen. Beauvryé selbst wurde dabei gefangen genommen, nachdem sein Pferd unter ihm erschossen worden war, und von Graf Daun persönlich empfangen und belobigt.
Am 2. Februar 1764 aus dem aktiven Militärdienst entlassen, wurde Beauvryé Kavalier am Hof der „Prinzessin Heinrich“ von Preußen (d. i. Wilhelmine von Hessen-Kassel, Ehefrau des Prinzen Heinrich von Preußen). Am 29. September 1786 erhielt er den Charakter als Major. Er starb 1804.
Christian von Beauvryé ist höchstwahrscheinlich der von dem britischen Historiker Thomas Carlyle in seiner History of Frederick II. of Prussia im Zusammenhang mit Gefechten während des Siebenjährigen Krieges am 23. September 1762 genannte „Captain Beauvryé“.